# Christian Wallot
Christian Wallot (* 16. November 1978 in Memmingen) ist ein ehemaliger deutscher Boxer.

## Jugend und Amateur
Wallot spielte zunächst in der Fußballjugend des FC Memmingen in der Junioren-Bayernliga. Unter Georg Honer-Schmid erlernte Wallot in Memmingen das Boxen. Ab dem 14. Lebensjahr boxte er für den Box-Club Wangen 1938 e.V. und wurde mehrfacher Württembergischer Jugend-, Junioren- und Seniorenmeister. 1996 wurde er zudem Süddeutscher Juniorenmeister in Delitzsch. Da er aufgrund seiner Prüfung zum Mittleren Schulabschluss keine Freigabe seiner Schule erhielt und somit an den Deutschen Juniorenmeisterschaften in Köln nicht teilnehmen konnte, beantragte Wallot im gleichen Jahr den Seniorenstatus, den er nach einer medizinischen Untersuchung erhielt. Er schaffte es erneut und wurde nach 4 siegreichen Kämpfen Württembergischer Meister in der Seniorenklasse im Mittelgewicht. Bei der Süddeutschen Meisterschaft bezwang er den mehrfachen Deutschen Amateurmeister, Bundesliga-Boxer und den späteren Deutschen Meister bei den Profis im Supermittelgewicht 1998 „The Rock“ Jürgen Hartenstein vom Karlsruher SC klar nach Punkten. Er nahm mit 17 Jahren somit als jüngster Sportler an den Deutschen Seniorenmeisterschaften 1996 in Riesa teil, gewann gegen Frank Witte von Kadgamala Heide (13:3) und unterlag erst im Halbfinale Sven Ottke vom KSC nach Punkten. Nachdem Ottke ins Profilager gewechselt war, wurde Wallot auch einige Male in die Nationalmannschaft berufen. In fünf Einsätzen siegte er drei Mal, unterlag dem späteren Olympiasieger aus Kuba, Jorge Gutiérrez und dem Engländer John Pearce, dem Goldmedaillengewinner der Commonwealth Games.
Während dieser Zeit war Wallot Sportsoldat und wurde vom Bundestrainer Valentin Silaghi im Olympiastützpunkt Rhein-Neckar trainiert.
1998 wurde Wallot Deutscher Vizemeister im Mittelgewicht in Cuxhaven. Er siegte gegen Christian Schön (TG Worms, Aufg.-S. 4 Runde), Thomas Hensel (UBV Schwedt, 15:12), Kai Kurzawa (BC Chemnitz, 15:13) und unterlag im Finale der Nr. 3 der Weltrangliste Harald Geissler, Karlsruher SC nach Punkten.
1999 gewann Wallot den Alpencup in Ischgl. Er startete für den Landesverband Württemberg. Im Laufe des Turniers schlug er Octavian Ostafi, Rumänien (5:0) und im Finale den 2-fachen Österreichischen Staatsmeister Martin Sinn aus Salzburg (5:0).
Ein Vertreter von Box-Promoter Wilfried Sauerland beobachtete ihn während seines Kampfes im September 2000 gegen den ungarischen Meister Balazs Varga aus Kecskemét, den Wallot durch Aufgabe des Gegners in der vierten Runde gewann, sich aber gegen den Profisport entschied.
2001 wurde Wallot Westdeutscher Meister im Halbschwergewicht, nachdem er im Finale Steffen Müller, TSV Bayer 04 Leverkusen klar nach Punkten bezwang. Bei der anschließenden Deutschen Meisterschaft in Chemnitz, belegte Wallot den 5. Platz, nachdem er bereits im Viertelfinale auf Kaderboxer Tino Groß, SV Halle traf und nach Punkten unterlag.
Im Jahr 2002 wechselte Wallot seinen Wohnsitz zum deutschen Rekordmeister nach Velbert, für den er bereits seit 1999 als Staffelkapitän in der Box-Bundesliga-Mannschaft boxte. So zählt er zum Kader der Saison 2004/05, als die Velberter alle zehn Bundesliga-Duelle für sich entscheiden konnten und mit 20:0 Punkten die nationale Meisterschaft gewannen. In dieser besagten Saison, gewann Wallot unter anderem gegen Enad Licina vom CSC Frankfurt. Wallot wurde mit dem Velberter Box-Club 6 Mal Deutscher Mannschaftsmeister in Folge.
Ebenfalls 2002 gewann er das 11. Internationale Chemnitzer Boxturnier im Halbschwergewicht, durch Siege gegen Daniel Penza (POL) 13:5, Albert Wasilew (GER) 17:16 und Radek Seman (CZE) 17:8. 2003 wurde Wallot nach einem Punktsieg über Petrit Dobroshi, TSV Bayer 04 Leverkusen erneut Westdeutscher Meister im Halbschwergewicht. Bei der darauffolgenden Deutschen Meisterschaft in Wismar, schied Wallot bereits im Viertelfinale aus und belegte abermalig den 5. Platz. In der Bundesliga gewann Wallot des Weiteren gegen Cüneyt Tunc, TSV Bayer 04 Leverkusen, Marcel Bellack, Frankfurt/Oder, Kai Kurzawa, BC Chemnitz, Enad Licina, CSC Frankfurt, Anatolij Hoppe, BC Flensburg, Vitali Utwich, BSK Ahlen, Sigmund Thebert, TSV Bayer 04 Leverkusen.
Am 28. November 2007 bestritt Wallot in Wangen im Allgäu seinen Abschiedskampf gegen Valeri Quade.
2008 boxte Wallot nochmals ohne jeglicher Vorbereitung in der 1. Box-Bundesliga für den BC Wacker Gotha, da diese einen Personalengpass hatten. In Berlin verlor er gegen den amtierenden Vize-Europameister im Schwergewicht Robert Helenius aus Finnland knapp mit 4:8 nach Punkten und eine Woche später in Velbert im Halbschwergewicht, gegen den mehrmaligen Deutschen Amateurmeister und Chemiepokalsieger Robert Woge. Von 170 Kämpfen gewann er 141.

## 1. Box-Bundesliga, 2. Box-Bundesliga, Oberliga
- 1996/1997 VFB Friedrichshafen, Oberliga
- 1997/1998 BC Eichstätt, 2. Bundesliga
- 1998/1999 BC Eichstätt, 2. Bundesliga
- 1999/2002 Velberter BC, 2. Bundesliga
- 2002/2005 Velberter BC, Bundesliga
- 2007/2008 BC Wacker Gotha, Bundesliga

## Deutscher Mannschaftsmeister
- 2. Box-Bundesliga Meister: 1999/2000, 2000/2001, 2001/2002
- 1. Box-Bundesliga Meister: 2002/2003, 2003/2004, 2004/2005

## Nach der aktiven Sportlaufbahn
Nach seiner Boxkarriere absolvierte der gelernte Sparkassen- und Versicherungskaufmann Wallot eine Weiterbildung bei der Deutschen Versicherungsakademie, die er 2012 als Versicherungsbetriebswirt (DVA) abschloss. Seit 2022 ist Wallot aktiver Kampfrichter und hat inzwischen auf mehreren Deutschen Meisterschaften amtiert. Bereits im Oktober 2023 hat er den Lehrgang zum Supervisor im Olympiastützpunkt Frankfurt/Oder erfolgreich bestanden und besitzt somit die höchste Qualifikation im Kampfrichterwesen.

## Media: Boxen und Kampfrichter Einsätze
- Deutsche Meisterschaft 1998 Cuxhaven. Halbfinale Punktsieger gegen Kai Kurzawa und Finale gegen Harald Geißler (Youtube-Video)
- Alpencup Ischgl 1999. Halbfinale Christian Wallot - Octavian Ostafi (Rumänien) PS. Finale Christian Wallot - Martin Sinn (Österreich) PS. (Youtube-Video)
- Bundesliga Kämpfe. Christian Wallot - Vitali Utwich PS. Christian Wallot - Anatolij Hoppe Abbruch Sieger. Christian Wallot - Toni Schmelzer PS. (Youtube-Video)
- Ringrichter Christian Wallot von Tina Schüssler. Boxveranstaltung Rüsselsheim 2022 (Youtube-Video)
- Ringrichter Christian Wallot Landesverband Hessen, 100 Deutsche Elite Box - Meisterschaft in Schwerin 2023 (Youtube-Video)

## Belege
1. ↑  Christian Wallot morgen in Wangen (Memento vom 13. August 2014 im Internet Archive)
2. ↑  Multi Nations Tournament-Liverpool, England-June 1998
3. ↑  76. German National Championships - Cuxhaven - October 21-24 1998
4. ↑  Wallot traeumt von Profikarriere
5. ↑  Niederrhein und Westdeutscher Meister
6. ↑  Velberter BC Deutscher Mannschaftsmeister 2002/2003 (Memento vom 23. September 2015 im Internet Archive)
7. ↑  Velberter BC Deutscher Mannschaftsmeister 2004/2005 (Memento vom 24. September 2015 im Internet Archive) Der Westen 14. März 2008
8. ↑  11. Chemnitz City Cup - Chemnitz, Germany - May 31 - June 2 2002
9. ↑  Will kein Weltmeister mehr werden
10. ↑  VBC feiert Wiedersehen mit Christian Wallot (Memento vom 24. September 2015 im Internet Archive) Der Westen 14. März 2008

| Personendaten    | Personendaten          |
| ---------------- | ---------------------- |
| NAME             | Wallot, Christian      |
| KURZBESCHREIBUNG | deutscher Boxer        |
| GEBURTSDATUM     | 16. November 1978      |
| GEBURTSORT       | Memmingen, Deutschland |